# Obliquogobius turkayi
Obliquogobius turkayi är en fiskart som beskrevs av Goren 1992. Obliquogobius turkayi ingår i släktet Obliquogobius och familjen smörbultsfiskar. IUCN kategoriserar arten globalt som livskraftig. Inga underarter finns listade i Catalogue of Life.